# Студенческий театр ИАТЭ

Зрительный зал в студенческом клубе "Грот". Г. Обнинск

Студе́нческий теа́тр ИАТЭ — любительский театр Обнинского института атомной энергетики, с  1994 года руководит режиссёр Юлией Носовой. 

## История
Студенческий театром  ИАТЭ с 1994 года руководит режиссёр Юлия Носова, окончившая Щукинское училище. 10 декабря 1994 года в студенческом клубе ИАТЭ состоялась премьера первого спектакля театра «Охотники» по рассказам Даниила Хармса. Этот день считается днём рождения театра.
Основу труппу составляют студенты, выпускники и преподаватели Обнинского института атомной энергетики. Помимо репетиций, Юлия Носова занимается с ними актёрским мастерством, сценическим движением и речью, работой над отрывками пьес (как правило — Александра Островского). В небольшом числе в театре также играют приглашённые актёры.
Со Студенческим театром ИАТЭ сотрудничают композитор Владимир Чучелов; художники Евгения Архипенко, Константин Ефремов, Наталья Минашина; модельеры Татьяна Попова, Ольга Крылотова; фотографы Роман Жуков, Дмитрий Калинин; хореографы Софья Ефимова, Илья Мартынов.
По мнению Юлии Носовой, лицо театра определяют несколько спектаклей:
Репертуар театра разнообразен — водевили, комедии, серьезные драматические спектакли. Несколько этапных работ сформировали лицо театра. Это спектакль «Охотники» по рассказам Даниила Хармса, сделанный в эстетике абсурда; драматическая история «Чучело» по повести В. Железникова, где чудесным образом совпало многое (удивительный сюжет, прекрасная музыка, лаконичное декорационное решение, актерский ансамбль); спектакль-притча «Скандальное происшествие» Дж. Пристли, который потребовал профессионализма, тонкой психологической игры и глубины осмысления материала. Работа над ним показала, что артистам театра по плечу серьезные актерские задачи. Последние работы «Счастливый принц» О.Уайльда и «Фотоаппараты» П.Гладилина связаны с поиском новых для нашего театра форм.
Водевили «Пощёчина» и «Беда от нежного сердца» были возобновлены несколько раз с новыми актёрами театра. Последние годы Юлия Носова сосредоточена на работе с формой и все свои последние спектакли считает экспериментальными.

## Репертуар
- «Охотники» по рассказам Даниила Хармса
- «Беда от нежного сердца»[1][2] В. Соллогуб
- «Родственные души» по рассказам О’ Генри
- «Чучело» по повести Владимира Железникова[3]
- «Пощёчина» Эжена Лабиша
- «Старший сын, или Все люди братья» А. Вампилов
- «Двадцать минут с ангелом» спектакль объединил две пьесы — А. Вампилова и В. Арро. Премьера спектакля вышла в 2003 году в преддверии 50-летия Обнинского института атомной энергетики[4][2]
- «Эй, кто-нибудь» У. Сароян
- «Безымянная звезда»[1] М. Себастиан
- «В шесть часов вечера после войны», музыкальный спектакль
- «Незнайка», спектакль по мотивам повести Н. Носова
- «Играем Островского», спектакль по отрывкам из пьес А.Н. Островского
- «Юбилей» водевиль А.П. Чехова
- «Скандальное происшествие» Джона Бойнтона Пристли[1]
- «Счастливый принц» Оскара Уайльда[1][5][6][7]
- «Фотоаппараты» Петра Гладилина[8]
- «Ангелочек» Леонида Андреева[1][9]
- «Уроки французского» Валентина Распутина
- «Тайна М» мьюзикл авторы В. Чучелов, Д. Скобеев, А. Смирнов
- «Не покидай меня» Алексея Дударева
- «Золушка» Жоэль Помра
- «Хармс» по рассказам, дневникам Даниила Хармса и воспоминаниям о нём
- «Фантазии Фарятьева» Алла Соколова
- 2019 год – «Лес», А. Островский
- 2020 год – «Отпуск», Дм. Быков,
- 2020 год - «Соловей», Г. Х. Андерсен.
- 2021 год – «Гигиена. Отпуск», спектакль по фантастическим рассказам Л. Петрушевской и Дм. Быкова.
- 2022 год – «Каштанка», спектакль по одноименному рассказу А.П. Чехова.

## Известные актёры
- Чуркин, Евгений Геннадьевич (р. 1980) — российский актёр, менеджер. В 2003 году окончил факультет кибернетики Обнинского института атомной энергетики. В 2002—2004 годах работал в Обнинском городском информационном центре (ОГИЦ). Заведующий отделом по делам молодёжи Администрации города Обнинска (2004—2006), советник заместителя генерального директора ОАО «Концерн Росэнергоатом» (с 2006). В 2004 году был признан лучшим актёром Обнинского открытого театрального фестиваля «МИГ»[10].

## Признание
- 2004 — Обнинский открытый театральный фестиваль «МИГ»: актёр Евгений Чуркин получил приз как лучший актёр[10]
- 2005 — Фестиваль-конкурс любительских театров «Приокские сюжеты» (Калуга): диплом 2 степени, диплом за лучший актёрский ансамбль, почетная грамота областного Совета ветеранов[11]
- 2011 — Обнинский открытый театральный фестиваль «МИГ»: специальный приз; актриса Дарья Добрая стала лауреатом как лучшая актриса второго плана (спектакль «Фотоаппараты»)